# Torreta de l'Orri
La Torreta de l'Orri és una muntanya de 2.438 metres d'altitud del terme municipal de Soriguera, a la comarca del Pallars Sobirà. Pertanyia al terme primigeni de Soriguera.
És en el sector nord-est del terme, a prop del límit amb el terme de Rialp, que passa pel seu vessant nord-occidental. És el cim més alt de la zona, al nord de la Roca de Coma-sarrera. En els seus vessants septentrional s'estén l'Estació d'esquí de Port-Ainé.
S'hi pot trobar el vèrtex geodèsic 266077001. Pertany al Parc Natural de l'Alt Pirineu.
Aquest cim està inclòs al llistat dels 100 cims de la FEEC. 